# Okilly Dokilly
Gli Okilly Dokilly sono stati una band metalcore americana formatosi a Phoenix, Arizona nel 2015.
Il frontman definì la loro musica "Nedal"; ovvero un sottogenere della musica metal incentrato sul personaggio animato Ned Flanders della serie animata I Simpsons. Tutti i membri della band, durante gli eventi dal vivo, erano vestiti da Ned Flanders e la maggior parte dei testi delle loro canzoni sono sue citazioni.
I membri della band usavano degli pseudonimi: Head Ned, Shred Ned, Zed Ned, Dread Ned e Bed Ned.

## Storia
La band si è formata nel 2015, quando ha pubblicato una demo con il titolo di Okilly Demos.
Il primo album in studio della band, Howdilly Doodilly, fu pubblicato l'11 novembre 2016.
Hanno annunciato il loro primo tour nazionale tramite il loro canale YouTube il 5 febbraio 2017.
Il 7 aprile 2019, la band è apparsa durante i titoli di coda dell'episodio dei Simpsons "Sono solo una ragazza che non sa dire "Doh"".
Dopo l'uscita del loro secondo album, gli Okilly Dokilly hanno trascorso il resto dell'anno in tournée negli Stati Uniti e in Europa. All'inizio del 2020, hanno pubblicato il singolo "Slaughterhouse" e sono stati in tournée in Australia, ma la pandemia COVID-19 ha reso impossibili ulteriori tour.
Il tour When the Comet Gets Here, previsto per l'aprile e maggio 2020, è stato rinviato due volte, prima al 2021 e poi al 2022 e si è concluso il 7 maggio 2022 ad Austin, in Texas.
Nei loro sette anni di attività, gli Okilly Dokilly hanno eseguito un totale di 239 concerti in tutto il mondo.
Nell'agosto di quell'anno la band ha annunciato un ulteriore spettacolo d'addio per il 29 ottobre 2022, chiedendo anche a tutti i fan di presentarsi vestiti da Ned Flanders o da altri personaggi dei Simpson, nel tentativo di battere l'attuale record mondiale di maggior numero di persone vestite come personaggi de I Simpson in un unico posto.

## Formazione
Ultima
- Head Ned – voce, chitarra, basso, mandolino, percussioni (2015–2022)
- Zed Ned – tastiera (2018–2022)
- Dread Ned – batteria (2018–2022)

Ex membri
- Red Ned – tastiera, cori (2015–2018)
- Stead Ned – chitarra solista (2015–2017)
- Shred Ned – chitarra solista (2018–2022)
- Thread Ned – basso (2015–2017)
- Bed Ned – basso (2018–2019)
- Bled Ned – batteria (2015–2018)

Turnisti
- Dead Ned – chitarra solista (2017–2018)
- Led Ned – chitarra solista (2022)
- Cred Ned – basso (2017–2018)
- Bred Ned – basso (2019, 2021)
- Bloodshed Ned – basso (2022)

## Discografia

### EP
- 2016 – Howdilly Doodilly
- 2019 – Howdilly Twodilly

### Demo
- 2015 – Okilly Demos

### Singoli
| Titolo              | Anno | Album             |
| ------------------- | ---- | ----------------- |
| White Wine Spritzer | 2016 | Howdilly Doodilly |
| Reneducation        | 2019 | Howdilly Twodilly |
| Bulletproof Glass   | 2019 | Howdilly Twodilly |
| Slaughterhouse      | 2020 | –                 |

### Video musicali
| Titolo              | Anno | Regista        |
| ------------------- | ---- | -------------- |
| White Wine Spritzer | 2016 | Justin Humbert |
| Reneducation        | 2019 | Nick Mills     |